# Jim Morrison
James Douglas „Jim” Morrison (n. 8 decembrie 1943, Florida – d. 3 iulie 1971, Paris) a fost un poet, cântăreț, compozitor, textier și actor american, solistul vocal și liderul formației de classic rock, rock psihedelic, blues rock și acid jazz The Doors. A studiat cinematografia împreună cu viitorul său coleg de formație Raymond Daniel Manzarek (clape/pian) la universitatea University of California din Los Angeles (UCLA).

## Biografie
Când era copil, familia lui petrecea foarte multă vreme călătorind dat fiind serviciul tatălui său, ofițer în Marina Militară. La sfârșitul anilor 1950 Morrison s-a stabilit în Alexandria, Virginia unde și-a încheiat și liceul. În 1964 s-a mutat pe coasta de vest, iar în 1966 a intrat la Universitatea Californiei din Los Angeles (UCLA).
Pasionat de literatură și filosofie, Morrison a scris versuri sub influența lui Arthur Rimbaud și William Blake. Pe când era student la UCLA el a început să ia diferite tipuri de narcotice, cum ar fi LSD.

## Grupul muzicalThe Doors
În anul 1965 l-a cunoscut pe Ray Manzarek și împreună ei au format grupul rock The Doors, plecând de la formația Rick & The Ravens. Din trupă au mai făcut parte John Densmore și Robby Krieger. Denumirea grupului provine de la un vers celebru al lui William Blake, „If the doors of perception were cleansed everything would appear to man as it is, infinite” (română Dacă ușile percepției ar fi deschise/curățate, totul i-ar apărea omului așa cum este, infinit). Debutul discografic a avut loc 2 ani mai târziu cu albumul omonim, The Doors, apărut în 1967 sub egida editurii Elektra Records.
Morrison era văzut de fanii săi ca un fel de zeu sau lider spiritual; ca urmare și-a luat porecla de „Lizard King” (regele șopârlă).
Stilul său de viață alături de formație a devenit tot mai puternic influențat de alcool și droguri. Spre sfârșitul vieții devenise aproape dependent de alcool. În 1969, în urma unui chef mai lung, Morrison a apărut beat pe scenă în fața a 13.000 spectatori din cartierul Coconut Grove din Miami, Florida. În timpul spectacolului și-a scos cămașa pe scenă și și-a scos un deget prin fermoarul pantalonilor. Ca urmare a acestui gest a fost arestat sub acuzația de exhibiționism și alcoolism. A fost condamnat la șase luni de muncă silnică, dar a făcut recurs. Totuși, Morrison a murit înainte de rejudecarea cazului.

## Viața privată și moartea
Morrison s-a însurat cu prietena sa, Pamela Courson, pe care o cunoscuse în 1966. Ea a fost aceea care l-a găsit mort în hotelul din Paris unde stăteau. Moartea sa a fost stabilită ca fiind cauzată de un atac de cord; nu i s-a făcut autopsie. Morrison a fost înmormântat în cimitirul Père Lachaise din Paris, după o ceremonie privată. Avea să devină una din figurile cheie ale Clubului 27.
Mormântul său a devenit un loc de pelerinaj și este încă vizitat zilnic de sute de fani care lasă acolo multe amintiri, cum ar fi: bilete, graffiti, țigări, prezervative. În același cimitir mai sunt înmormântați Oscar Wilde, Gertrude Stein, Édith Piaf, Frédéric Chopin, George Enescu, Honoré de Balzac, precum și numeroase alte celebrități.

## Publicații
- The Lords and the New Creatures (1969). ISBN pentru ediția din 1985: 0-7119-0552-5

## Discografie
- The Doors (1967)
- Strange Days (1967)
- Waiting for the Sun (1968)
- The Soft Parade (1969)
- Morrison Hotel (1970)
- L.A. Woman (1971)
- An American Prayer (1978)
- Best of the Doors
- The Doors in Concert
- The Complete Studio Recordings (1999)